# Клык (приток Байгола)
Клык — река в России, протекает по Турочакскому району Республики Алтай. Устье реки находится в 17 км по левому берегу реки Байгол. Длина реки — 60 км, площадь водосборного бассейна — 599 км².

## Притоки (км от устья)
- 14 км: река Чуйка (лв)
- 42 км: река Бийка (пр)

## Данные водного реестра
По данным государственного водного реестра России относится к Верхнеобскому бассейновому округу, водохозяйственный участок реки — Бия, речной подбассейн реки — Бия и Катунь. Речной бассейн реки — (Верхняя) Обь до впадения Иртыша.